# Serromyia micronyx
Serromyia micronyx är en tvåvingeart som beskrevs av Jean-Jacques Kieffer 1919. Serromyia micronyx ingår i släktet Serromyia och familjen svidknott. Inga underarter finns listade i Catalogue of Life.